# Landschaftselement

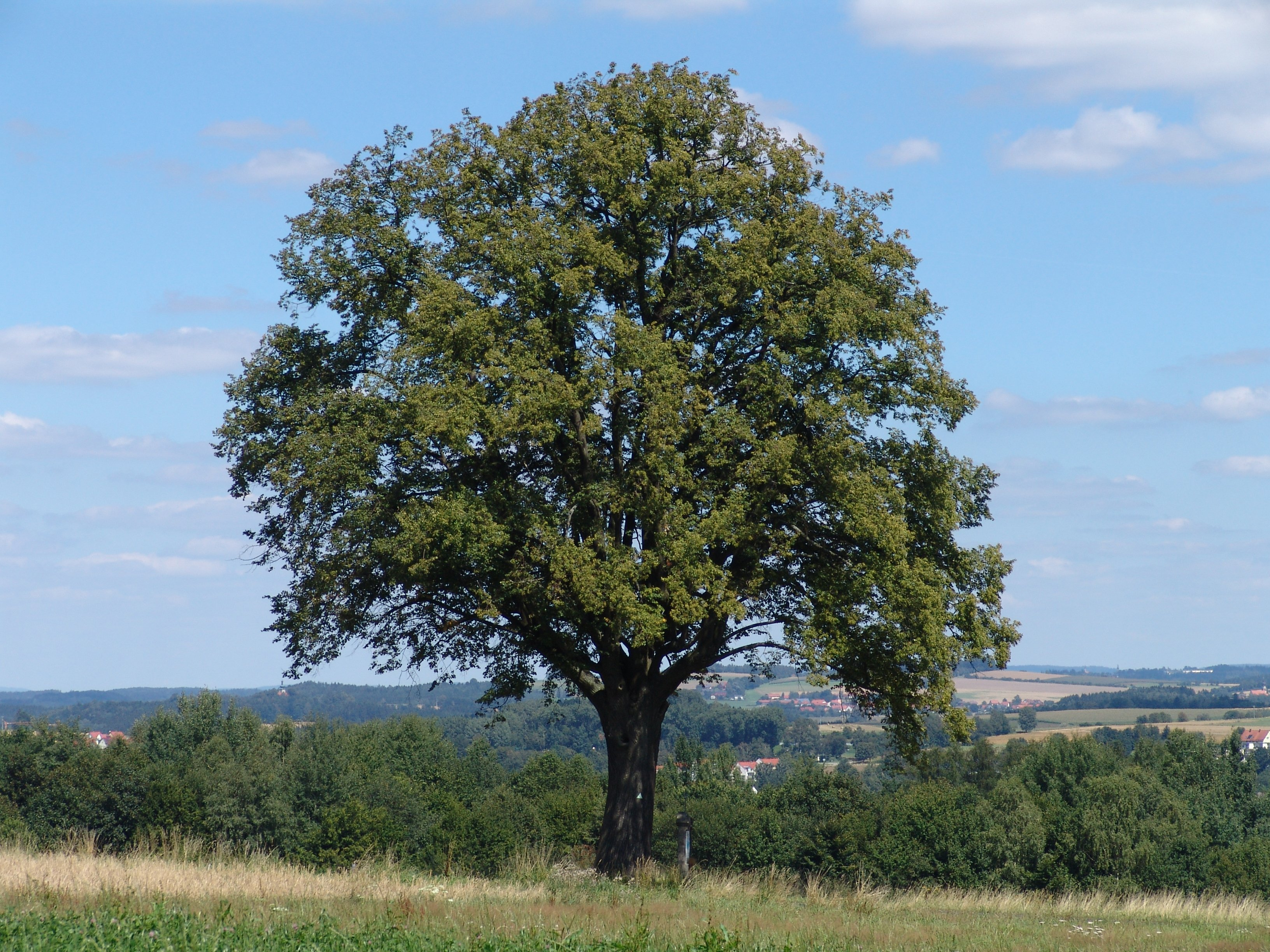
Einzelbaum auf der Weide als Landschaftselement

Als Landschaftselemente werden Bestandteile der Landschaft bezeichnet.

## Grundlagen
Bei Landschaftselementen handelt es sich zum einen um punkthafte oder eindeutig von ihrer Umgebung abgrenzbare flächenhafte Bestandteile der Landschaft mit gleicher Nutzung, gemeinsamer ökologischer Funktion und einheitlicher Struktur. Zum anderen kann ein einzelner Faktor des Landschaftskomplexes, der sich einem bestimmten Umweltmedium (z. B. Boden, Klima, Wasser) oder einer bestimmten Nutzungsaktivität zuordnen lässt, als Landschaftselement betrachtet werden. Weiterhin wird die kleinste für ökologische Kartierung oder Nutzung sinnvoll abgrenzbare Fläche (Ökotop, Geotop, Biotop) mit einheitlicher Struktur und vergleichbarer natürlicher Ausstattung als Landschaftselement bezeichnet.
In Bezug auf visuelle Beurteilung kann Landschaft durch vier Hauptelemente unterschieden werden: Form (die Ausdehnung oder Gestalt eines Objekts, das als zusammenhängend wahrgenommen wird), Linie (ein vorhandener oder vorgestellter Pfad, eine Grenze, Umgrenzung, oder Schnittlinie zweier Flächen), Farbe oder Textur.

## Bestandteile
Von Menschen geschaffene Landschaftselemente sind etwa:
- Heckensäume und Gehölzinseln am Rande von oder in Feldern, die zum Schutz vor Wind und Austrocknung angepflanzt wurden.
- Alleen entlang von Straßen.
- Einzelbäume wie Obsthochstämme oder Eichen als Schattenbäume auf Viehweiden.
- Feldraine, Lösswände und Trockenmauern zur Minderung von Erosionsschäden und zur Erleichterung der Bewirtschaftung.
- Heideflächen, die durch Abholzung und Beweidung entstanden sind.
- Steinriegel wurden bei der Urbarmachung von steinigen Flächen als Wiesen oder Felder angelegt. Sie stellen besonders für Kulturfolger, sowohl Pflanzen als auch Tiere, einen äußerst wichtigen Lebensraum dar.
- Zur Freizeitnutzung angelegte Landschaftselemente wie zum Beispiel Golfplätze.
- Aus Industrienutzung entstandene Landschaftselemente wie zum Beispiel Baggerseen.

Viele in traditioneller Landwirtschaft angelegte und bewahrte Landschaftselemente der alten Kulturlandschaften sind in der heutigen großflächigen Landwirtschaft obsolet oder gar hinderlich. Sie erfahren darum besonderen Schutz vor Zerstörung oder Beseitigung durch Ausweisung als Kulturdenkmäler und erfordern vielfache landespflegerische Maßnahmen zu ihrer dauerhaften Erhaltung.
Natürliche Landschaftselemente entstanden ohne Zutun des Menschen. Sie können kleinflächig sein wie Tümpel, Gebüschgruppen und einzelstehende Felsen oder sich flächig ausbreiten wie Wälder und ihre Ränder, Flüsse, Seen, Bergwiesen, Bergwälder, Moore oder Auwälder.